# Антон Ферјанчич
Антон Ферјанчич Звонко (Градишче при Випави, код Ајдовшчине, 3. април 1915 — Пиран, 23. јануар 1990), учесник Народноослободилачке борбе, друштвено-политички радник Социјалистичке Републике Словеније и народни херој Југославије. 

## Биографија
Рођен је 3. априла 1915. године у селу Градишче при Випави, код Ајдовшчине. Потицао је из сиромашне земљорадничке породице, која се након Првог светског рата нашла на територији која је ушла у састав Краљевине Италије. Антонов отац био је прогањан од стране италијанских власти, па је у потрази за послом 1927. године отишао у Аргентину, где је и остао. Након очевог одласка, Антонова мајка је остала сама са троје деце. Шест разреда основне школе завршио је у Випави, а пошто се настава изводила на италијанском језику, није научио готово ништа.
Након завршетка школе, радио је као чобанин и слуга код богатијих сељака. Пошто није желео да иде на фашистичку омладинску предвојничку обуку, дошао је у сукоб са властима. Године 1935. се запослио у пилани у Випави, а 1937. је био позван на одслужење војног рока у Италијанској војсци, који је одслужио у корпусној артиљерији у трајању од 11 месеци. Након повратка из војске, поново је радио у пилани, а 1940. године је поново позван у војску, где је заједно са другим Словенцима и Хрватима из Италије, служио у радним јединицама у јужној Италији. Непосредно пред напад на Југославију, априла 1941. године је био премештен у артиљерију. У току Априлског рата, учествовао је у надирању италијанских снага преко Нотрањске. Намеравао је да у погодном моменту пребегне у Југословенску војску, али му је овај план пропао због њене брзе капитулације.

### Народноослободилачка борба
Маја 1941. године, приликом проласка његове јединице кроз родни крај, побегао је из војске, али је након недељу дана био ухапшен и од стране ратног суда по скраћеном поступку осуђен на три године затвора. После неколико дана, успео је да скочи кроз прозор касарне у Пивки, где је био заточен, и да побегне. Вратио се у родно село, где се крио код рођака и по околним шумама, често бежећи потерама. У јесен исте године, у Словеначко приморје је дошла група партизана предвођена Ервином Долганом. Након добијања ове вести, Антон се повезао са овом групом и крајем новембра 1941. године је ступио у партизане. Ова партизанска група, углавном је била сачињена од дезертера из Италијанске војске и ускоро је прерасла у Приморску партизанску чету. У току зиме 1941/42. године, чета је изводила мање оружане акције, са циљем отимања наоружања од непријатеља.
У марту 1942. године, у Словеначко приморје је дошла чета партизанског батаљона „Љубо Шерцер”, након чега се сјединила се с партизанком четом, у којој је био Антон. Нову партизанску чету напале су јаке италијанске снаге на планини Нанос, 18. априла 1942. године. Како би избегла уништење, чета се тада поделила на мање групе, које су се уз велике губитке пробиле из окружења. Антон се тада нашао у партизанској групи, која је остала у Випавској долини и од које је касније настала Випавска партизанска чета. Као један од најбољих бораца, Антон Ферјанчич је почетком јуна 1942. године, без претходног кандидатског стажа, примљен у чланство Комунистичке партије Словеније, након чега је био постављен за командира чете. Августа 1942. године, када је од Толминске и Випавске партизанске чете и од Крашког вода, формиран партизански батаљон „Симон Грегорчич”, Антон је био постављен за интенданта, али се на овој дужности није дуго задржао.
Недуго потом, италијанске снаге су са намером да спрече прелазак партизана у приморје, затвориле некадашњу италијанско-југословенску границу. Како је Антон био један од најспособнијих бораца у јединици, Штаб батаљона га је одредио за курира између овог Штаба и Главног заповедништва словеначких партизанских чета, који се у то време након непријатељске офанзиве налази у околини Љубљане. Доласком Лошког партизанског одреда у приморје, дошло је до спајања овог одреда с батаљоном „Симон Грегорчич” и формирања Сошког партизанског одред. Као веома храбар борац, Антон је октобра 1942. године постављен за пратиоца команданта Одреда Мирка Брачича.
Касније је био командир курирске чете, а затим командир Алпске партизанске чете и Приморске оперативне зоне. Након капитулације Италије, 1943. године, кратко време је био политички комесар допунског батаљона у Ајдовшчини, а потом командир Пратеће чете Покрајинског комитета КП Словеније за Приморје и Истру. Октобра 1944. године похађао је Официрску школу при Главном штабу НОВ и ПО Словеније, након чега је децембра исте године добио чин капетана. Тада се налазио на дужности референта за пилане при Одсеку за позадину Штаба Деветог словеначког корпуса. Од тада па до краја рата се налазио на челу команде места у Чеповану, Крању и Шкофјој Локи.

### Послератни период
Првих дана након завршетка рата, Антон је у селу Железники био командант Радничког батаљона, који је радио на обнављању мостова, а потом је био командант логора за војне заробљенике у Крању. Крајем 1945. године је био премештен у Народну милицију и извесно време се налазио на дужности командира станице Милиције у Толмину. Године 1947. је прешао на рад у Управу шума у Толмину. До пензионисања је радио код директор Промлеса и Лесно-индустријског предузећа у Ајдовшчини. Након напуштања милицијске службе, активно је учествовао у раду друштвено-политичких организација. Био је председник месне организације Савеза бораца у Толмину, а потом дугогодишњи председник СУБНОР-а у Ајдовшчини. Био је члан руководства Општинске конференције Социјалистичког савеза радног народа (ССРН) и секретар Општинског комитета Савеза комуниста у Ајдовшчини. Биран је за народног посланика Народне скупштине НР Словеније, а имао је чин резервног мајора ЈНА.
Умро је 23. јануара 1990. године у Пирану, где је и сахрањен.
Носилац је Партизанске споменице 1941. и других југословенских одликовања, међу којима су — Орден заслуга за народ другог реда, Орден братства и јединства другог реда, Орден за храброст и Орден партизанске звезде трећег реда. Орденом народног хероја је одликован 27. новембра 1953. године.